# Cala de Santa Fe
La cala de Santa Fe és una platja semi-urbana del municipi de Mont-roig del Camp (Baix Camp), situada en un tram de costa rocallosa enfront de Miami Platja, declarat espai natural protegit, entre la cala Misteri, al nord-est, amb la que forma una unitat, separades per un apèndix de vegetació natural, i la cala Califòrnia, al sud-oest. Rodejada de penya-segats amb pins i roques amb formes curioses, té una longitud de 84 metres, formada per sorra fina i daurada, amb un sector d’aigües de poca fondària, i un altre de més profund.

## Toponímia
El nom de la cala fa referència a la ciutat de Santa Fe, de l'estat nord-americà de Nou Mèxic, en consonància amb altres noms de la zona: Miami Platja, cala Califòrnia,...